# Comuni del Trentino-Alto Adige

Comuni del Trentino-Alto Adige

I comuni del Trentino-Alto Adige sono i comuni italiani presenti nella regione Trentino-Alto Adige. Sono 282 e sono così suddivisi (al 1º gennaio 2025):
- 116 nella Provincia autonoma di Bolzano (Alto Adige).
- 166 nella Provincia autonoma di Trento (Trentino).

## Lista
| Comune                            | Provincia autonoma | Popolazione | Superficie | Densità | Altitudine |
| --------------------------------- | ------------------ | ----------- | ---------- | ------- | ---------- |
| Ala                               | Trento             | 8 794       | 119,95     | 73      | 180        |
| Albiano                           | Trento             | 1 523       | 9,71       | 157     | 644        |
| Aldeno                            | Trento             | 3 274       | 9,00       | 364     | 209        |
| Aldino                            | Bolzano            | 1 616       | 62,55      | 26      | 1 225      |
| Altavalle                         | Trento             | 1 632       | 33,68      | 48      | 673        |
| Altopiano della Vigolana          | Trento             | 5 116       | 44,65      | 115     | 725        |
| Amblar-Don                        | Trento             | 552         | 20,11      | 27      | 971        |
| Andalo                            | Trento             | 1 143       | 11,41      | 100     | 1 042      |
| Andriano                          | Bolzano            | 1 045       | 5,26       | 199     | 274        |
| Anterivo                          | Bolzano            | 392         | 11,21      | 35      | 1 209      |
| Appiano sulla Strada del Vino     | Bolzano            | 14 972      | 58,20      | 257     | 416        |
| Arco                              | Trento             | 17 763      | 63,32      | 281     | 91         |
| Avelengo                          | Bolzano            | 796         | 26,76      | 30      | 1 290      |
| Avio                              | Trento             | 4 134       | 69,06      | 60      | 131        |
| Badia                             | Bolzano            | 3 529       | 82,44      | 43      | 1 315      |
| Barbiano                          | Bolzano            | 1 739       | 24,67      | 70      | 830        |
| Baselga di Piné                   | Trento             | 5 209       | 41,32      | 126     | 964        |
| Bedollo                           | Trento             | 1 491       | 27,27      | 55      | 1 059      |
| Besenello                         | Trento             | 2 800       | 25,76      | 109     | 218        |
| Bieno                             | Trento             | 465         | 11,71      | 40      | 815        |
| Bleggio Superiore                 | Trento             | 1 509       | 33,22      | 45      | 628        |
| Bocenago                          | Trento             | 398         | 8,45       | 47      | 750        |
| Bolzano                           | Bolzano            | 106 564     | 51,97      | 2 051   | 262        |
| Bondone                           | Trento             | 644         | 19,29      | 33      | 720        |
| Borgo Chiese                      | Trento             | 1 934       | 53,86      | 36      | 444        |
| Borgo d'Anaunia                   | Trento             | 2 553       | 63,74      | 40      | 987        |
| Borgo Lares                       | Trento             | 728         | 21,96      | 33      | 595        |
| Borgo Valsugana                   | Trento             | 7 081       | 52,30      | 135     | 380        |
| Braies                            | Bolzano            | 697         | 90,43      | 7,71    | 1 213      |
| Brennero                          | Bolzano            | 2 365       | 115,67     | 20      | 1 098      |
| Brentonico                        | Trento             | 4 124       | 63,21      | 65      | 692        |
| Bresimo                           | Trento             | 244         | 40,77      | 5,98    | 1 036      |
| Bressanone                        | Bolzano            | 23 004      | 84,91      | 271     | 559        |
| Bronzolo                          | Bolzano            | 2 753       | 7,80       | 353     | 238        |
| Brunico                           | Bolzano            | 17 143      | 44,96      | 381     | 838        |
| Caderzone Terme                   | Trento             | 696         | 18,66      | 37      | 723        |
| Caines                            | Bolzano            | 389         | 1,66       | 234     | 592        |
| Calceranica al Lago               | Trento             | 1 395       | 3,86       | 361     | 465        |
| Caldaro sulla Strada del Vino     | Bolzano            | 8 161       | 48,29      | 169     | 425        |
| Caldes                            | Trento             | 1 106       | 20,76      | 53      | 697        |
| Caldonazzo                        | Trento             | 3 962       | 21,31      | 186     | 480        |
| Calliano                          | Trento             | 2 038       | 10,64      | 192     | 187        |
| Campitello di Fassa               | Trento             | 700         | 25,02      | 28      | 1 448      |
| Campo di Trens                    | Bolzano            | 2 708       | 95,60      | 28      | 937        |
| Campo Tures                       | Bolzano            | 5 730       | 162,42     | 35      | 864        |
| Campodenno                        | Trento             | 1 509       | 24,22      | 62      | 534        |
| Canal San Bovo                    | Trento             | 1 462       | 125,13     | 12      | 757        |
| Canazei                           | Trento             | 1 832       | 67,05      | 27      | 1 465      |
| Capriana                          | Trento             | 595         | 12,85      | 46      | 1 007      |
| Carisolo                          | Trento             | 921         | 25,49      | 36      | 808        |
| Carzano                           | Trento             | 510         | 1,75       | 291     | 433        |
| Castel Condino                    | Trento             | 225         | 10,92      | 21      | 811        |
| Castel Ivano                      | Trento             | 3 268       | 35,11      | 93      | 506        |
| Castelbello-Ciardes               | Bolzano            | 2 366       | 54,15      | 44      | 587        |
| Castello Tesino                   | Trento             | 1 158       | 112,27     | 10      | 871        |
| Castello-Molina di Fiemme         | Trento             | 2 319       | 54,81      | 42      | 1 005      |
| Castelnuovo                       | Trento             | 1 086       | 13,34      | 81      | 348        |
| Castelrotto                       | Bolzano            | 6 996       | 118,04     | 59      | 1 060      |
| Cavalese                          | Trento             | 3 987       | 45,17      | 88      | 1 000      |
| Cavareno                          | Trento             | 1 123       | 9,29       | 121     | 973        |
| Cavedago                          | Trento             | 576         | 10,02      | 57      | 864        |
| Cavedine                          | Trento             | 3 073       | 37,89      | 81      | 504        |
| Cavizzana                         | Trento             | 234         | 3,38       | 69      | 710        |
| Cembra Lisignago                  | Trento             | 2 346       | 23,91      | 98      | 667        |
| Cermes                            | Bolzano            | 1 539       | 6,42       | 240     | 292        |
| Chienes                           | Bolzano            | 3 040       | 34,28      | 89      | 784        |
| Chiusa                            | Bolzano            | 5 196       | 50,64      | 103     | 523        |
| Cimone                            | Trento             | 729         | 9,95       | 73      | 530        |
| Cinte Tesino                      | Trento             | 357         | 30,87      | 12      | 851        |
| Cis                               | Trento             | 292         | 5,52       | 53      | 732        |
| Civezzano                         | Trento             | 4 211       | 15,56      | 271     | 469        |
| Cles                              | Trento             | 7 309       | 39,62      | 184     | 658        |
| Comano Terme                      | Trento             | 2 948       | 68,03      | 43      | 400        |
| Commezzadura                      | Trento             | 1 014       | 21,86      | 46      | 850        |
| Contà                             | Trento             | 1 409       | 19,77      | 71      | 593        |
| Cornedo all'Isarco                | Bolzano            | 3 438       | 41,14      | 84      | 290        |
| Cortaccia sulla Strada del Vino   | Bolzano            | 2 223       | 28,58      | 78      | 333        |
| Cortina sulla Strada del Vino     | Bolzano            | 681         | 1,98       | 344     | 212        |
| Corvara in Badia                  | Bolzano            | 1 391       | 38,73      | 36      | 1 568      |
| Croviana                          | Trento             | 688         | 5,06       | 136     | 721        |
| Curon Venosta                     | Bolzano            | 2 373       | 209,84     | 11      | 1 520      |
| Dambel                            | Trento             | 405         | 5,07       | 80      | 751        |
| Denno                             | Trento             | 1 255       | 10,91      | 115     | 429        |
| Dimaro Folgarida                  | Trento             | 2 092       | 36,36      | 58      | 766        |
| Dobbiaco                          | Bolzano            | 3 413       | 126,58     | 27      | 1 256      |
| Drena                             | Trento             | 598         | 8,00       | 75      | 398        |
| Dro                               | Trento             | 5 061       | 28,01      | 181     | 123        |
| Egna                              | Bolzano            | 5 529       | 23,93      | 231     | 214        |
| Fai della Paganella               | Trento             | 933         | 12,34      | 76      | 957        |
| Falzes                            | Bolzano            | 3 148       | 33,11      | 95      | 1 022      |
| Fiavé                             | Trento             | 1 052       | 24,49      | 43      | 669        |
| Fiè allo Sciliar                  | Bolzano            | 3 667       | 43,22      | 85      | 880        |
| Fierozzo                          | Trento             | 464         | 17,99      | 26      | 1 127      |
| Folgaria                          | Trento             | 3 175       | 71,11      | 45      | 1 166      |
| Fornace                           | Trento             | 1 336       | 7,32       | 183     | 740        |
| Fortezza                          | Bolzano            | 1 105       | 62,39      | 18      | 749        |
| Frassilongo                       | Trento             | 352         | 16,78      | 21      | 852        |
| Funes                             | Bolzano            | 2 555       | 81,48      | 31      | 1 132      |
| Gais                              | Bolzano            | 3 225       | 60,70      | 53      | 841        |
| Gargazzone                        | Bolzano            | 1 771       | 4,89       | 362     | 267        |
| Garniga Terme                     | Trento             | 408         | 13,14      | 31      | 810        |
| Giovo                             | Trento             | 2 509       | 20,64      | 122     | 496        |
| Giustino                          | Trento             | 740         | 38,83      | 19      | 770        |
| Glorenza                          | Bolzano            | 928         | 13,22      | 70      | 907        |
| Grigno                            | Trento             | 2 022       | 46,15      | 44      | 263        |
| Imer                              | Trento             | 1 177       | 27,88      | 42      | 670        |
| Isera                             | Trento             | 2 803       | 14,05      | 199     | 243        |
| La Valle                          | Bolzano            | 1 419       | 39,60      | 36      | 1 353      |
| Laces                             | Bolzano            | 5 238       | 78,70      | 67      | 639        |
| Lagundo                           | Bolzano            | 4 965       | 23,70      | 209     | 350        |
| Laion                             | Bolzano            | 2 813       | 37,58      | 75      | 1 093      |
| Laives                            | Bolzano            | 18 430      | 24,53      | 751     | 255        |
| Lana                              | Bolzano            | 12 541      | 36,01      | 348     | 310        |
| Lasa                              | Bolzano            | 4 115       | 110,18     | 37      | 868        |
| Lauregno                          | Bolzano            | 318         | 13,62      | 23      | 1 150      |
| Lavarone                          | Trento             | 1 203       | 26,68      | 45      | 1 170      |
| Lavis                             | Trento             | 9 171       | 12,44      | 737     | 232        |
| Ledro                             | Trento             | 5 395       | 155,16     | 35      | 660        |
| Levico Terme                      | Trento             | 8 264       | 62,84      | 132     | 506        |
| Livo                              | Trento             | 766         | 15,34      | 50      | 741        |
| Lona-Lases                        | Trento             | 863         | 11,37      | 76      | 639        |
| Luserna                           | Trento             | 267         | 8,38       | 32      | 1 333      |
| Luson                             | Bolzano            | 1 583       | 74,45      | 21      | 972        |
| Madruzzo                          | Trento             | 2 991       | 28,80      | 104     | 463        |
| Magrè sulla Strada del Vino       | Bolzano            | 1 328       | 13,66      | 97      | 241        |
| Malé                              | Trento             | 2 266       | 26,90      | 84      | 738        |
| Malles Venosta                    | Bolzano            | 5 279       | 248,01     | 21      | 1 051      |
| Marebbe                           | Bolzano            | 3 173       | 158,98     | 20      | 1 285      |
| Marlengo                          | Bolzano            | 2 860       | 13,03      | 220     | 363        |
| Martello                          | Bolzano            | 841         | 141,68     | 5,94    | 1 312      |
| Massimeno                         | Trento             | 138         | 21,09      | 6,54    | 861        |
| Mazzin                            | Trento             | 604         | 23,66      | 26      | 1 395      |
| Meltina                           | Bolzano            | 1 734       | 37,19      | 47      | 1 142      |
| Merano                            | Bolzano            | 41 397      | 26,30      | 1 574   | 325        |
| Mezzana                           | Trento             | 877         | 27,50      | 32      | 940        |
| Mezzano                           | Trento             | 1 585       | 49,17      | 32      | 640        |
| Mezzocorona                       | Trento             | 5 511       | 25,59      | 215     | 219        |
| Mezzolombardo                     | Trento             | 7 667       | 13,79      | 556     | 227        |
| Moena                             | Trento             | 2 537       | 81,46      | 31      | 1 184      |
| Molveno                           | Trento             | 1 119       | 33,93      | 33      | 865        |
| Monguelfo-Tesido                  | Bolzano            | 2 906       | 47,23      | 62      | 1 087      |
| Montagna sulla Strada del Vino    | Bolzano            | 1 722       | 19,16      | 90      | 497        |
| Mori                              | Trento             | 10 208      | 33,25      | 307     | 204        |
| Moso in Passiria                  | Bolzano            | 2 021       | 193,46     | 10      | 1 007      |
| Nago-Torbole                      | Trento             | 2 758       | 28,91      | 95      | 222        |
| Nalles                            | Bolzano            | 2 083       | 12,76      | 163     | 321        |
| Naturno                           | Bolzano            | 6 086       | 66,75      | 91      | 528        |
| Naz-Sciaves                       | Bolzano            | 3 400       | 15,77      | 216     | 772        |
| Nogaredo                          | Trento             | 2 071       | 3,82       | 542     | 216        |
| Nomi                              | Trento             | 1 352       | 6,16       | 219     | 179        |
| Nova Levante                      | Bolzano            | 2 076       | 50,88      | 41      | 1 182      |
| Nova Ponente                      | Bolzano            | 4 081       | 111,55     | 37      | 1 357      |
| Novaledo                          | Trento             | 1 162       | 7,92       | 147     | 475        |
| Novella                           | Trento             | 3 606       | 46,11      | 78      | 724        |
| Ora                               | Bolzano            | 3 857       | 11,23      | 343     | 242        |
| Ortisei                           | Bolzano            | 4 764       | 24,26      | 196     | 1 234      |
| Ospedaletto                       | Trento             | 808         | 16,73      | 48      | 360        |
| Ossana                            | Trento             | 833         | 25,32      | 33      | 1 003      |
| Palù del Fersina                  | Trento             | 159         | 16,82      | 9,45    | 1 360      |
| Panchià                           | Trento             | 814         | 20,74      | 39      | 981        |
| Parcines                          | Bolzano            | 3 955       | 55,65      | 71      | 626        |
| Peio                              | Trento             | 1 794       | 162,75     | 11      | 1 173      |
| Pellizzano                        | Trento             | 800         | 49,27      | 16      | 925        |
| Pelugo                            | Trento             | 397         | 21,98      | 18      | 652        |
| Perca                             | Bolzano            | 1 710       | 30,76      | 56      | 972        |
| Pergine Valsugana                 | Trento             | 21 684      | 54,05      | 401     | 482        |
| Pieve di Bono-Prezzo              | Trento             | 1 456       | 24,80      | 59      | 514        |
| Pieve Tesino                      | Trento             | 654         | 69,74      | 9,38    | 843        |
| Pinzolo                           | Trento             | 3 039       | 69,03      | 44      | 770        |
| Plaus                             | Bolzano            | 757         | 5,13       | 148     | 519        |
| Pomarolo                          | Trento             | 2 449       | 9,56       | 256     | 206        |
| Ponte Gardena                     | Bolzano            | 215         | 2,38       | 90      | 470        |
| Porte di Rendena                  | Trento             | 1 819       | 41,20      | 44      | 608        |
| Predaia                           | Trento             | 6 903       | 79,94      | 86      | 515        |
| Postal                            | Bolzano            | 2 018       | 6,44       | 313     | 270        |
| Prato allo Stelvio                | Bolzano            | 3 856       | 50,89      | 76      | 915        |
| Predazzo                          | Trento             | 4 536       | 110,31     | 41      | 1 018      |
| Primiero San Martino di Castrozza | Trento             | 4 983       | 200,04     | 25      | 710        |
| Predoi                            | Bolzano            | 509         | 86,36      | 5,89    | 1 475      |
| Proves                            | Bolzano            | 249         | 18,88      | 13      | 1 420      |
| Rabbi                             | Trento             | 1 372       | 132,35     | 10      | 1 095      |
| Racines                           | Bolzano            | 4 655       | 203,37     | 23      | 976        |
| Rasun-Anterselva                  | Bolzano            | 2 939       | 120,52     | 24      | 1 030      |
| Renon                             | Bolzano            | 8 156       | 111,93     | 73      | 1 154      |
| Rifiano                           | Bolzano            | 1 365       | 35,96      | 38      | 504        |
| Rio di Pusteria                   | Bolzano            | 3 202       | 84,10      | 38      | 777        |
| Riva del Garda                    | Trento             | 17 858      | 40,73      | 438     | 73         |
| Rodengo                           | Bolzano            | 1 291       | 29,51      | 44      | 885        |
| Romeno                            | Trento             | 1 497       | 9,07       | 165     | 961        |
| Roncegno Terme                    | Trento             | 2 940       | 38,39      | 77      | 535        |
| Ronchi Valsugana                  | Trento             | 451         | 9,85       | 46      | 776        |
| Ronzo-Chienis                     | Trento             | 1 002       | 13,40      | 75      | 974        |
| Ronzone                           | Trento             | 482         | 5,84       | 83      | 1 085      |
| Roveré della Luna                 | Trento             | 1 637       | 9,88       | 166     | 251        |
| Rovereto                          | Trento             | 40 047      | 51,87      | 772     | 204        |
| Ruffré-Mendola                    | Trento             | 420         | 6,77       | 62      | 1 200      |
| Rumo                              | Trento             | 788         | 30,94      | 25      | 944        |
| Sagron Mis                        | Trento             | 177         | 10,96      | 16      | 1 062      |
| Salorno sulla Strada del Vino     | Bolzano            | 3 810       | 33,34      | 114     | 224        |
| Samone                            | Trento             | 546         | 4,99       | 109     | 673        |
| San Candido                       | Bolzano            | 3 340       | 79,76      | 42      | 1 175      |
| San Genesio Atesino               | Bolzano            | 3 014       | 69,06      | 44      | 1 087      |
| San Giovanni di Fassa             | Trento             | 3 581       | 99,77      | 36      | 1 325      |
| San Leonardo in Passiria          | Bolzano            | 3 641       | 88,87      | 41      | 689        |
| San Lorenzo di Sebato             | Bolzano            | 3 896       | 50,91      | 77      | 810        |
| San Lorenzo Dorsino               | Trento             | 1 575       | 74,25      | 21      | 758        |
| San Martino in Badia              | Bolzano            | 1 750       | 75,96      | 23      | 1 135      |
| San Martino in Passiria           | Bolzano            | 3 302       | 30,68      | 108     | 597        |
| San Michele all'Adige             | Trento             | 4 101       | 16,54      | 248     | 228        |
| San Pancrazio                     | Bolzano            | 1 539       | 63,55      | 24      | 735        |
| Santa Cristina Valgardena         | Bolzano            | 2 017       | 31,98      | 72      | 925        |
| Sant'Orsola Terme                 | Trento             | 1 104       | 15,34      | 63      | 1 428      |
| Sanzeno                           | Trento             | 927         | 7,89       | 118     | 640        |
| Sarentino                         | Bolzano            | 7 216       | 301,46     | 24      | 961        |
| Sarnonico                         | Trento             | 789         | 11,18      | 71      | 963        |
| Scena                             | Bolzano            | 3 025       | 48,24      | 63      | 600        |
| Scurelle                          | Trento             | 1 358       | 29,85      | 45      | 375        |
| Segonzano                         | Trento             | 1 357       | 20,62      | 66      | 660        |
| Sella Giudicarie                  | Trento             | 2 948       | 85,54      | 34      | 842        |
| Selva dei Molini                  | Bolzano            | 1 384       | 106,05     | 13      | 1 229      |
| Selva di Val Gardena              | Bolzano            | 2 594       | 56,53      | 46      | 1 563      |
| Senales                           | Bolzano            | 1 242       | 27,39      | 29      | 1 279      |
| Senale-San Felice                 | Bolzano            | 790         | 208,71     | 5,95    | 1 327      |
| Sesto                             | Bolzano            | 1 846       | 79,91      | 23      | 1 310      |
| Sfruz                             | Trento             | 363         | 12,55      | 29      | 1 015      |
| Silandro                          | Bolzano            | 6 345       | 115,17     | 55      | 721        |
| Sluderno                          | Bolzano            | 1 862       | 21,25      | 88      | 921        |
| Soraga di Fassa                   | Trento             | 718         | 19,99      | 36      | 1 220      |
| Sover                             | Trento             | 786         | 14,88      | 53      | 831        |
| Spiazzo                           | Trento             | 1 266       | 70,76      | 18      | 645        |
| Spormaggiore                      | Trento             | 1 248       | 29,85      | 42      | 565        |
| Sporminore                        | Trento             | 718         | 17,94      | 40      | 515        |
| Stelvio                           | Bolzano            | 1 130       | 141,76     | 7,97    | 1 310      |
| Stenico                           | Trento             | 1 175       | 49,18      | 24      | 666        |
| Storo                             | Trento             | 4 477       | 64,32      | 70      | 409        |
| Strembo                           | Trento             | 582         | 39,19      | 15      | 714        |
| Telve                             | Trento             | 1 905       | 63,89      | 30      | 550        |
| Telve di Sopra                    | Trento             | 620         | 18,23      | 34      | 650        |
| Tenna                             | Trento             | 1 065       | 2,98       | 357     | 569        |
| Tenno                             | Trento             | 2 039       | 28,24      | 72      | 428        |
| Terento                           | Bolzano            | 1 799       | 42,44      | 42      | 1 210      |
| Terlano                           | Bolzano            | 4 888       | 18,19      | 269     | 248        |
| Termeno sulla Strada del Vino     | Bolzano            | 3 356       | 20,47      | 164     | 276        |
| Terragnolo                        | Trento             | 705         | 39,70      | 18      | 785        |
| Terre d'Adige                     | Trento             | 3 095       | 16,50      | 188     | 206        |
| Terzolas                          | Trento             | 643         | 5,83       | 110     | 755        |
| Tesero                            | Trento             | 2 994       | 50,58      | 59      | 1 000      |
| Tesimo                            | Bolzano            | 2 016       | 37,99      | 53      | 635        |
| Tione di Trento                   | Trento             | 3 664       | 32,91      | 111     | 565        |
| Tires                             | Bolzano            | 1 017       | 42,44      | 24      | 1 028      |
| Tirolo                            | Bolzano            | 2 471       | 25,70      | 96      | 594        |
| Ton                               | Trento             | 1 282       | 26,40      | 49      | 482        |
| Torcegno                          | Trento             | 694         | 14,84      | 47      | 769        |
| Trambileno                        | Trento             | 1 473       | 50,30      | 29      | 525        |
| Tre Ville                         | Trento             | 1 382       | 82,47      | 17      | 556        |
| Trento                            | Trento             | 118 886     | 157,54     | 755     | 194        |
| Trodena nel parco naturale        | Bolzano            | 1 050       | 20,69      | 51      | 1 127      |
| Tubre                             | Bolzano            | 959         | 45,56      | 21      | 1 240      |
| Ultimo                            | Bolzano            | 2 915       | 208,13     | 14      | 1 190      |
| Vadena                            | Bolzano            | 1 101       | 13,68      | 80      | 243        |
| Val di Vizze                      | Bolzano            | 3 096       | 141,35     | 22      | 948        |
| Valdaone                          | Trento             | 1 147       | 177,19     | 6,47    | 767        |
| Valdaora                          | Bolzano            | 3 207       | 49,47      | 65      | 1 048      |
| Valfloriana                       | Trento             | 473         | 39,02      | 12      | 853        |
| Vallarsa                          | Trento             | 1 392       | 77,95      | 18      | 724        |
| Valle Aurina                      | Bolzano            | 5 958       | 188,27     | 32      | 1 054      |
| Valle di Casies                   | Bolzano            | 2 313       | 110,48     | 21      | 1 206      |
| Vallelaghi                        | Trento             | 5 256       | 72,77      | 72      | 385        |
| Vandoies                          | Bolzano            | 3 357       | 110,41     | 30      | 755        |
| Varna                             | Bolzano            | 5 045       | 69,94      | 72      | 671        |
| Velturno                          | Bolzano            | 3 080       | 25,12      | 123     | 851        |
| Verano                            | Bolzano            | 996         | 23,05      | 43      | 1 204      |
| Vermiglio                         | Trento             | 1 783       | 94,86      | 19      | 1 261      |
| Vignola-Falesina                  | Trento             | 199         | 12,24      | 16      | 984        |
| Villa Lagarina                    | Trento             | 3 893       | 24,01      | 162     | 180        |
| Villabassa                        | Bolzano            | 1 630       | 17,00      | 96      | 1 158      |
| Villandro                         | Bolzano            | 1 887       | 43,78      | 43      | 880        |
| Ville d'Anaunia                   | Trento             | 4 672       | 88,49      | 53      | 629        |
| Ville di Fiemme                   | Trento             | 2 650       | 46,19      | 57      | 1 160      |
| Vipiteno                          | Bolzano            | 6 955       | 32,77      | 212     | 948        |
| Volano                            | Trento             | 3 121       | 10,53      | 296     | 189        |
| Ziano di Fiemme                   | Trento             | 1 780       | 35,43      | 50      | 953        |

## Unioni di comuni
In Trentino-Alto Adige è presente una unione di comuni:
- Unione dei Comuni dell'Alta Anaunia (dal 18/11/2013):[7] Cavareno e Romeno (in passato ne hanno fatto parte: Malosco, Ronzone e Sarnonico).

Le unioni di comuni soppresse sono state le seguenti:
- Unione dell'Alto Primiero: Sagron Mis, Siror e Tonadico.
- Unione dei Comuni di Bleggio Inferiore e Lomaso: Bleggio Inferiore e Lomaso.
- Unione dei Comuni della Valle di Ledro: Bezzecca, Concei, Molina di Ledro, Pieve di Ledro, Tiarno di Sopra e Tiarno di Sotto.

## Città e Borgate
Con la legge regionale 28 agosto 1983, n. 10 si è disciplinato il conferimento dei titoli onorifici di Città e di Borgata ai comuni del Trentino-Alto Adige. Il titolo è rilasciato con decreto del Presidente della Regione verificate determinate condizioni di importanza storica, socio-economica e territoriale del comune. Il titolo onorifico di Città può essere concesso ai comuni con popolazione non inferiore a 10.000 abitanti, quello di Borgata ai comuni con popolazione non inferiore ai 2.000. I comuni con un titolo conferitogli prima dell'entrata in vigore della legge regionale 21 ottobre 1963, n. 29 lo conservano.

### Titolo di Città
Titoli di Città concessi anteriormente alla legge regionale: Ala, Arco, Bolzano, Bressanone, Brunico, Chiusa, Glorenza, Levico Terme, Merano, Riva del Garda, Rovereto, Trento e Vipiteno.
Titoli concessi successivamente alla legge regionale 28 agosto 1983, n. 10:
- Laives in seguito al D.P.Reg. n. 197/A del 11/4/1985.
- Pergine Valsugana in seguito al D.P.Reg. n. 43/A del 15/10/2012.

### Titolo di Borgata
Titoli di Borgata concessi anteriormente alla legge regionale: Borgo Valsugana, Caldaro sulla Strada del Vino, Cavalese, Cles, Egna, Laces, Lavis, Malles Venosta, Mezzolombardo, Mori, Ortisei, Predazzo, Rio di Pusteria, Roncegno Terme, San Candido, San Lorenzo di Sebato, Silandro, Storo, Termeno sulla Strada del Vino, Tione di Trento e i comuni soppressi di Cembra, Condino, Fiera di Primiero, Fondo, Gries, Maia Bassa, Strigno e Vezzano.
Titoli concessi successivamente alla legge regionale 28 agosto 1983, n. 10:
- Castelrotto in seguito al D.P.Reg. n. 754/A del 29/12/1983.
- Ora in seguito al D.P.Reg. n. 20/A del 19/1/1984.
- Malé in seguito al D.P.Reg. n. 158/A del 15/3/1984.[13]
- Naturno in seguito al D.P.Reg. n. 366/A del 10/5/1984.
- Prato allo Stelvio in seguito al D.P.Reg. n. 367/A del 10/5/1984.
- San Leonardo in Passiria in seguito al D.P.Reg. n. 421/A del 21/6/1984.
- Lana in seguito al D.P.Reg. n. 556/A del 3/9/1984.
- Campo Tures in seguito al D.P.Reg. n. 756/A del 7/11/1984.
- Brennero in seguito al D.P.Reg. n. 281/A del 10/4/1986.[13]
- Villa Lagarina in seguito al D.P.Reg. n. 63/A del 11/3/1992.
- Monguelfo-Tesido in seguito al D.P.Reg. n. 71/A del 7/3/1996.
- Castel Ivano in seguito al D.P.Reg. n. 33 del 9/10/2017.

## Modifiche recenti

### Fusione di comuni
Dal 2010 nel Trentino-Alto Adige sono state approvate 29 fusioni di comuni nella Provincia autonoma di Trento per un totale di 84 comuni soppressi.

Esiti dei referendum territoriali per la fusione di comuni nel Trentino-Alto Adige dal 2004

Le fusioni sono state approvate dagli elettori attraverso 29 referendum territoriali consultivi.
Ulteriori 17 referendum per la fusione di comuni hanno avuto esito negativo, 4 dei quali per mancato raggiungimento del quorum di partecipazione in almeno uno dei comuni interessati (40%, non computando gli iscritti AIRE).

#### Istituzione di nuovi comuni
- Comano Terme, da Bleggio Inferiore (1 084 ab.) e Lomaso (1 408 ab.) (dal 1/1/2010).
- Ledro, da Bezzecca (591 ab.), Concei (758 ab.), Molina di Ledro (1 498 ab.), Pieve di Ledro (585 ab.), Tiarno di Sopra (976 ab.) e Tiarno di Sotto (690 ab.) (dal 1/1/2010).
- Predaia, da Coredo (1 625 ab.), Smarano (509 ab.), Taio (2 958 ab.), Tres (718 ab.) e Vervò (712 ab.) (dal 1/1/2015).
- San Lorenzo Dorsino, da Dorsino (426 ab.) e San Lorenzo in Banale (1 181 ab.) (dal 1/1/2015).
- Valdaone, da Bersone (289 ab.), Daone (597 ab.) e Praso (334 ab.) (dal 1/1/2015).
- Altavalle, da Faver (833 ab.), Grauno (142 ab.), Grumes (438 ab.) e Valda (227 ab.) (dal 1/1/2016).
- Altopiano della Vigolana, da Bosentino (829 ab.), Centa San Nicolò (617 ab.), Vattaro (1 167 ab.) e Vigolo Vattaro (2 189 ab.) (dal 1/1/2016).
- Amblar-Don, da Amblar (229 ab.) e Don (249 ab.) (dal 1/1/2016).
- Borgo Chiese, da Brione (140 ab.), Cimego (409 ab.) e Condino (1 534 ab.) (dal 1/1/2016).
- Borgo Lares, da Bolbeno (362 ab.) e Zuclo (345 ab.) (dal 1/1/2016).
- Castel Ivano, da Spera (585 ab.), Strigno (1 459 ab.) e Villa Agnedo (987 ab.) (dal 1/1/2016).
- Cembra Lisignago, da Cembra (1 848 ab.) e Lisignago (484 ab.) (dal 1/1/2016).
- Contà, da Cunevo (571 ab.), Flavon (505 ab.) e Terres (307 ab.) (dal 1/1/2016).
- Dimaro Folgarida, da Dimaro (1 250 ab.) e Monclassico (882 ab.) (dal 1/1/2016).
- Madruzzo, da Calavino (1 481 ab.) e Lasino (1 302 ab.) (dal 1/1/2016).
- Pieve di Bono-Prezzo, da Pieve di Bono (1 331 ab.) e Prezzo (210 ab.) (dal 1/1/2016).
- Porte di Rendena, da Darè (254 ab.), Vigo Rendena (501 ab.) e Villa Rendena (1 002 ab.) (dal 1/1/2016).
- Primiero San Martino di Castrozza, da Fiera di Primiero (507 ab.), Siror (1 284 ab.), Tonadico (1 479 ab.) e Transacqua (2 136 ab.) (dal 1/1/2016).
- Sella Giudicarie, da Bondo (698 ab.), Breguzzo (572 ab.), Lardaro (205 ab.) e Roncone (1 443 ab.) (dal 1/1/2016).
- Tre Ville, da Montagne (246 ab.), Preore (390 ab.) e Ragoli (760 ab.) (dal 1/1/2016).
- Vallelaghi, da Padergnone (732 ab.), Terlago (1 883 ab.) e Vezzano (2 183 ab.) (dal 1/1/2016).
- Ville d'Anaunia, da Nanno (608 ab.), Tassullo (1 920 ab.) e Tuenno (2 374 ab.) (dal 1/1/2016).
- Sèn Jen di Fassa, da Pozza di Fassa (2 138 ab.) e Vigo di Fassa (1 207 ab.) (dal 1/1/2018).
- Terre d'Adige, da Nave San Rocco (1 391 ab.) e Zambana (1 620 ab.) (dal 1/1/2019).
- Borgo d'Anaunia, da Castelfondo (632 ab.), Fondo (1 435 ab.) e Malosco (445 ab.) (dal 1/1/2020).[17]
- Novella, da Brez (706 ab.), Cagnò (360 ab.), Cloz (729 ab.), Revò (1 265 ab.) e Romallo (604 ab.) (dal 1/1/2020).
- Ville di Fiemme, da Carano (1 073 ab.), Daiano (692 ab.) e Varena (845 ab.) (dal 1/1/2020).

#### Incorporazioni di comuni
- Castel Ivano (3 031 ab.) ha incorporato Ivano Fracena (350 ab.) (dal 1/7/2016).[18]
- San Michele all'Adige (2 911 ab.) ha incorporato Faedo (610 ab.) (dal 1/1/2020).

### Mutamenti di denominazione
Dal 1973 nel Trentino-Alto Adige sono intervenuti i seguenti mutamenti di denominazione:
- Castello di Fiemme ha mutato denominazione in Castello-Molina di Fiemme (dal 26/9/1973) in seguito alla L.R. n. 15 del 7/9/1973.
- Sant'Orsola ha mutato denominazione in Sant'Orsola Terme (dal 31/12/1986) in seguito alla L.R. n. 8 del 5/12/1986.
- Garniga ha mutato denominazione in Garniga Terme (dal 14/4/1993) in seguito alla L.R. n. 6 del 22/3/1993.
- Monguelfo ha mutato denominazione in Monguelfo-Tesido (dal 29/10/2003) in seguito alla L.R. n. 6 del 2/10/2003.
- Roncegno ha mutato denominazione in Roncegno Terme (dal 4/5/2005) in seguito alla L.R. n. 2 del 22/3/2005.
- Ruffré ha mutato denominazione in Ruffré-Mendola (dall'11/5/2005) in seguito alla L.R. n. 5 dell'8/4/2005.
- Trodena ha mutato denominazione in Trodena nel parco naturale (dal 19/3/2008) in seguito alla L.R. n. 1 del 22/2/2008.
- Caderzone ha mutato denominazione in Caderzone Terme (dal 15/10/2008) in seguito alla L.R. n. 6 del 19/9/2008.
- Soraga ha mutato denominazione in Soraga di Fassa (dal 15/3/2017) in seguito alla L.R. n. 3 del 23/2/2017.
- Sèn Jen di Fassa ha mutato denominazione in San Giovanni di Fassa (dal 7/12/2018) in seguito a sentenza della Corte Costituzionale n. 210 del 25/9/2018.[20]
- Salorno ha mutato denominazione in Salorno sulla Strada del Vino (dall'11/10/2019) in seguito alla L.R. n. 5 del 19/9/2019.
- Montagna ha mutato denominazione in Montagna sulla Strada del Vino (dal 14/4/2023) in seguito alla L.R. n. 2 del 17/3/2023.